# Поппендик, Гельмут
Гельмут Поппендик (6 января 1902, Худе, Ольденбург — 11 января 1994, Ольденбург, Нижняя Саксония) — нацистский врач, начальник личного штаба Имперского врача СС и полиции Рейха. Оберфюрер СС (1 сентября 1944).

## Биография
Родился в городе Худе, земли Нижняя Саксония. В 1919 году окончил высшее реальное училище в Ольденбурге.
С 1919 по 1926 год изучал медицину в университетах Геттингена, Мюнхена и Берлина. 1 февраля 1928 года получил лицензию врача. Затем в течение 4-х лет проработал в качестве ассистирующего врача в Берлинской клинике Шарите. В 1932 г. получил медицинскую сертификацию врача-терапевта.
Проработав несколько месяцев врачом скорой помощи, он с июня 1933 по октябрь 1934 года работал в должности заместителя главного врача больницы имени Рудольфа Вирхова в Берлинском районе Веддинг.
С 1 марта 1932 года в НСДАП (№ 998607) и с 1 июля — в СС (№ 36345), имел звание оберфюрера СС.
В 1935 году, пройдя годичное обучение в Университете антропологии, человеческой генетики и евгеники, стал специалистом по расовой гигиене. После этого получил назначение в Имперское министерство внутренних дел в качестве адъютанта Артура Гютта. Кроме того, под началом Гютта, он являлся начальником его штаба в Управлении политики в области народонаселения и наследственного здоровья Личного штаба рейхсфюрера СС. С 1937 года — начальник отдела медицины и начальник штаба Управления по вопросам генеалогии Главного управления СС по вопросам расы и поселения.
1 августа 1939 года переведен в службу Имперского врача СС и полиции.
В начале Второй мировой войны был призван в войска в качестве адъютанта начальника медико-санитарного отдела вермахта, принимал участие в немецкой кампании во Франции, Бельгии и Нидерландах.
В январе 1941 года был освобожден от военной службы, а затем руководил научной службой у Имперского врача СС и полиции. В ноябре 1941 года был переведен в войска СС. С марта 1943 года и до конца войны являлся начальником личного штаба Имперского врача СС и полиции Эрнста-Роберта Гравица. Участвовал в медицинских экспериментах над заключёнными концлагеря Равенсбрюк.

## Нюрнбергский процесс
В 1946 году предстал перед Нюрнбергским трибуналом по делу врачей. За военные преступления, преступления против человечности и участие в преступной организации (СС) был приговорён к 10 годам тюрьмы, освобождён в феврале 1951 года.
После освобождения из Ландсбергской тюрьмы 1 февраля 1951 года работал терапевтом в Ольденбурге. Умер 11 января 1994 года в Ольденбурге.